# 103街車站 (IRT百老匯-第七大道線)
103街車站（英語：103rd Street station）是紐約地鐵IRT百老匯-第七大道線的一個慢車地鐵站，位於曼哈頓上西城曼哈頓峽谷內103街及百老匯交界，設有1號線（任何時候停站）列車服務。

## 車站結構
| G        | 街道     | 出入口                                    |
| M        | 夾層     | 閘機、車站詢間處、MetroCard自動售票機     |
| P 月台層 | 側式月台 | 側式月台                                  |
| P 月台層 | 北行慢車 | ← 往范科特蘭公園-242街 (教堂公園道-110街) |
| P 月台層 | 尖峰快車 | → 無定期服務                              |
| P 月台層 | 南行慢車 | → 往南碼頭 (96街 (沒有往91街的服務)) →    |
| P 月台層 | 側式月台 |                                           |

此站作為原初地鐵的一部分，設有兩個側式月台和三條軌道，中央軌道不營運。 南行慢車軌道被視為「BB1」而北行被視為「BB4」，「BB」的訂立沿百老匯-第七大道線由96街到242街的鏈化用途。雖然中央軌道不能停靠103街車站，但仍擁有編號「M」。這些編號一般來說幾乎從來不用。
此站是此線最南端的三線鐵路車站。車站南方設有道岔將快線軌道引到任一慢線軌道，以便列車跨過由IRT萊諾克斯大道線匯入的軌道。103街下方設有雙重快車軌道服務路線南部並彎向東形成IRT萊諾克斯大道線。路線於此站下方轉離百老匯直接前往104街。萊諾克斯大道線設有一個位於北行月台中央的緊急出口。

## 延伸閱讀
- Lee Stokey. Subway Ceramics : A History and Iconography. 1994. ISBN 978-0-9635486-1-0

## 外部連結

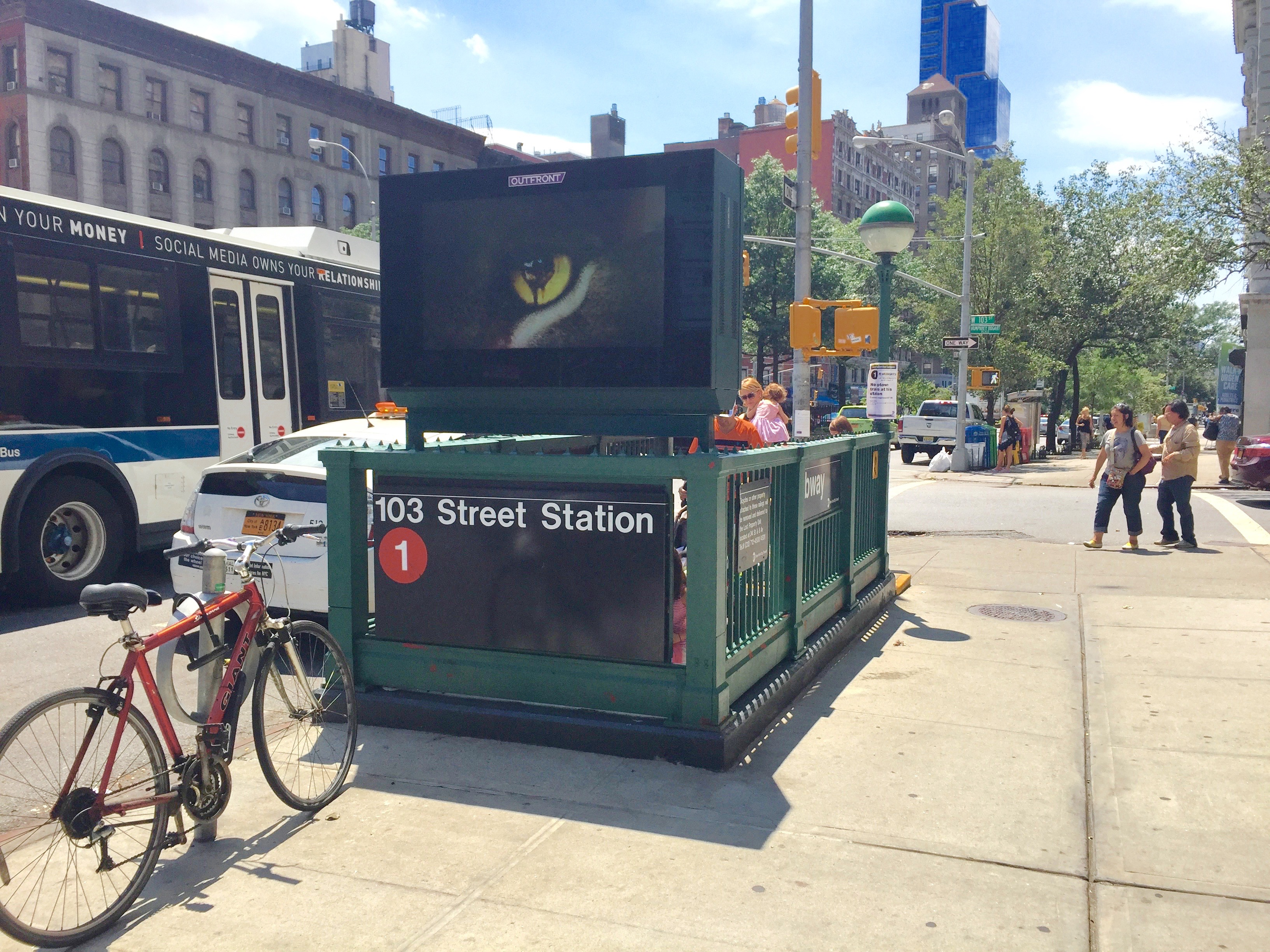
西北角樓梯

维基共享资源上的相關多媒體資源：103街車站
- nycsubway.org—IRT West Side Line: 103rd Street
- Station Reporter – 1 Train
- Forgotten NY – . forgotten-ny.com.   [2012-04-02]. （原始内容存档于2006-12-24）.
- 103rd Street entrance from Google Maps Street View
- Platforms from Google Maps Street View （页面存档备份，存于）